# بايدرويد
بايدرويد3 (بالإنجليزية: pydroid3) هو برنامج و مُحرر أكواد بايثون وتم تصميمه ليعمل كبيئة تطوير متكاملة (IDE) لِهواتف الأندرويد ويُعد خياراً مناسباً لمن يريد تعلم لغة بايثون البرمجية من خلال الهاتف

## الميزات والعيوب
الميزات :
1- سهل وسلس ومناسب للمبتدئين
2- يوفر مكتبات كبيرة ويوفر تنزيل أغلب مكتبات بايثون
العيوب :
1- يحتوي على إعلانات
2- قد لا يكون أفضل خيار للمشاريع الكبيرة